# Olibrus parvulus
Olibrus parvulus là một loài bọ cánh cứng trong họ Phalacridae. Loài này được Boheman miêu tả khoa học năm 1858.